# Krapfenschnapper
Krapfenschnapper sind Geräte, die in Osttirol und im Pustertal beim Brauch des Krapfenbettelns verwendet werden.
Um den Allerheiligentag ziehen Burschen mit weißen Hemden bekleidet und mit Fellmasken vor dem Gesicht von Haus zu Haus und betätigen dort für die armen Seelen ihre Krapfenschnapper. Krapfenschnapper sind Holzstangen, an deren Ende sich allerlei Tierköpfe befinden, deren Unterkiefer mittels einer Schnur bewegt werden können. Dabei entsteht ein klapperndes Geräusch. Zum Dank erhalten die Burschen traditionell Krapfen (daher der Name), in moderner Zeit auch andere Süßigkeiten oder auch nur Geld.
Die häufig geäußerte Interpretation als heidnischer Totenbrauch ist Spekulation. Tatsächlich handelt es sich um einen Heischebrauch.